# Бенсон, Боб
Роберт Уильям Бенсон (англ. Robert William Benson; 9 февраля 1883 — 19 февраля 1916) — английский футболист, игравший на позиции защитника. Провёл большую часть карьеры в клубе «Шеффилд Юнайтед». Он стал известен не только благодаря тому, что представлял сборную Англии на международной арене, но также из-за того, что он стал одним из футболистов, скончавшихся непосредственно во время игры.

## Карьера

### «Ньюкасл Юнайтед»
Родившийся в городе Уайтхейвен, Бенсон работал на угольной шахте, а также играл за различные местные клубы, такие как «Суолвелл», где был замечен тренерами клуба «Ньюкасл Юнайтед» и перешёл туда как профессиональный футболист в декабре 1902 года. 7 марта 1903 года провёл единственный матч за клуб.

### «Саутгемптон»
Вскоре после старта чемпионата Южной футбольной лиги 1904—1905 годов директора клуба приняли решение пригласить правого защитника в команду после ухода из команды Джека Робертсона, случившегося летом. Джо Хоэр сыграл несколько матчей, но не сумел закрепиться в составе клуба, поэтому руководство послало функционера клуба на юго-восток Англии для того, чтобы пригласить игрока в команду. Функционер сделал Бенсону официальное предложение о переходе в стан «сорок» и после уплаты 150 фунтов стерлингов, составивших стоимость трансфера, он вернулся в «Саутгемптон» с успехом.
Бенсон дебютировал за клуб 1 октября 1904 года, в матче против клуба «Брайтон энд Хоув Альбион», завершившимся со счётом 1-1. Бенсон был в отличной форме, что было сразу заметно: его описывали как «крупного и сильного», и он наводил ужас на форвардов команды противника, интуитивно угадывая их приёмы. Бенсон нестандартно пробивал пенальти — перед ударом разбегаясь с позиции защитника. К сожалению, эта тактика была несостоятельной — за всё то время, которое он провёл со «святыми», он ни разу не сумел реализовать пенальти.
Проведя один сезон в клубе, Бенсон получил травму и не играл в течение длительного периода времени. Его место в составе «Саутгемптона» занял опытный игрок Сэмюэль Местон. Проведя 19 матчей в чемпионате Южной футбольной лиги, а также три — в Кубке Англии, перед началом лета 1905 года он вернулся в первый дивизион Футбольной лиги, перейдя в клуб «Шеффилд Юнайтед». Сумма трансфера составила 150 фунтов стерлингов.

### «Шеффилд Юнайтед»
Он провёл восемь сезонов в клубе, где считался игроком сильным в отборе мяча, а также хорошим исполнителем пенальти — все мячи, кроме одного, были забиты с пенальти. В то время, когда Бенсон играл за клуб, «Шеффилд» обычно финишировал в середине турнирной таблицы. Наивысшим достижением клуба в это время стало четвёртое место в сезоне 1906-07.
В 1910 году был приглашен Футбольной Ассоциацией Англии в сборную страны и принял участие в турне по Южной Африке как представитель Футбольной лиги Англии. Он сыграл один матч за сборную Англии. 15 февраля 1913 года, в матче против сборной Ирландии он играл на позиции левого защитника. Сборная Англии уступила со счётом 1-2, причем оба мяча сборной Ирландии забил одноклубник Бенсона Билли Гиллеспи.
В общей сложности Бенсон сыграл за «Шеффилд Юнайтед» 283 матча и забил 21 мяч, 20 из которых — с пенальти.

### «Вулидж Арсенал»
В ноябре 1913 года Бенсон перешёл в клуб «Вулидж Арсенал», вскоре после того, как «канониры» начали проводить матчи на стадионе «Хайбери». Дебют состоялся 29 ноября 1913 года в матче против клуба «Бристоль Сити». За два сезона он провёл 53 матча за клуб, в основном на позиции защитника, хотя позднее играл на позиции нападающего, забив в общей сложности семь мячей. «Арсенал» в том сезоне занял пятое место и после окончания Первой мировой войны вернулся в высший дивизион.
В связи с началом Первой мировой войны чемпионат Футбольной лиги был прерван. Бенсон нашёл работу на предприятии по производству боеприпасов. Его последним матчем стала игра против «Рединга». В связи с тем, что бывший одноклубник Бенсона Джо Шоу был не готов к игре, Бенсон предложил сыграть вместо него, что привело к трагическим последствиям. Не имея игровой практики около года, он был не готов выйти на поле. Во втором тайме он упал в обморок и должен был быть заменён. Скончался в раздевалке «канониров» на руках тренера Джорджа Харди.
Позже выяснилось, что он скончался от сердечного приступа, вызванного продолжительной болезнью. Бенсон был похоронен в форме «Арсенала». Три месяца спустя «Арсенал» провел матч памяти, устроенный в его честь, против сборной Лондона. Отдать дань памяти Бенсону пришли более 5000 болельщиков. Доходы от проведённого матча были переданы его вдове.